# تحقيق برلماني (هولندا)

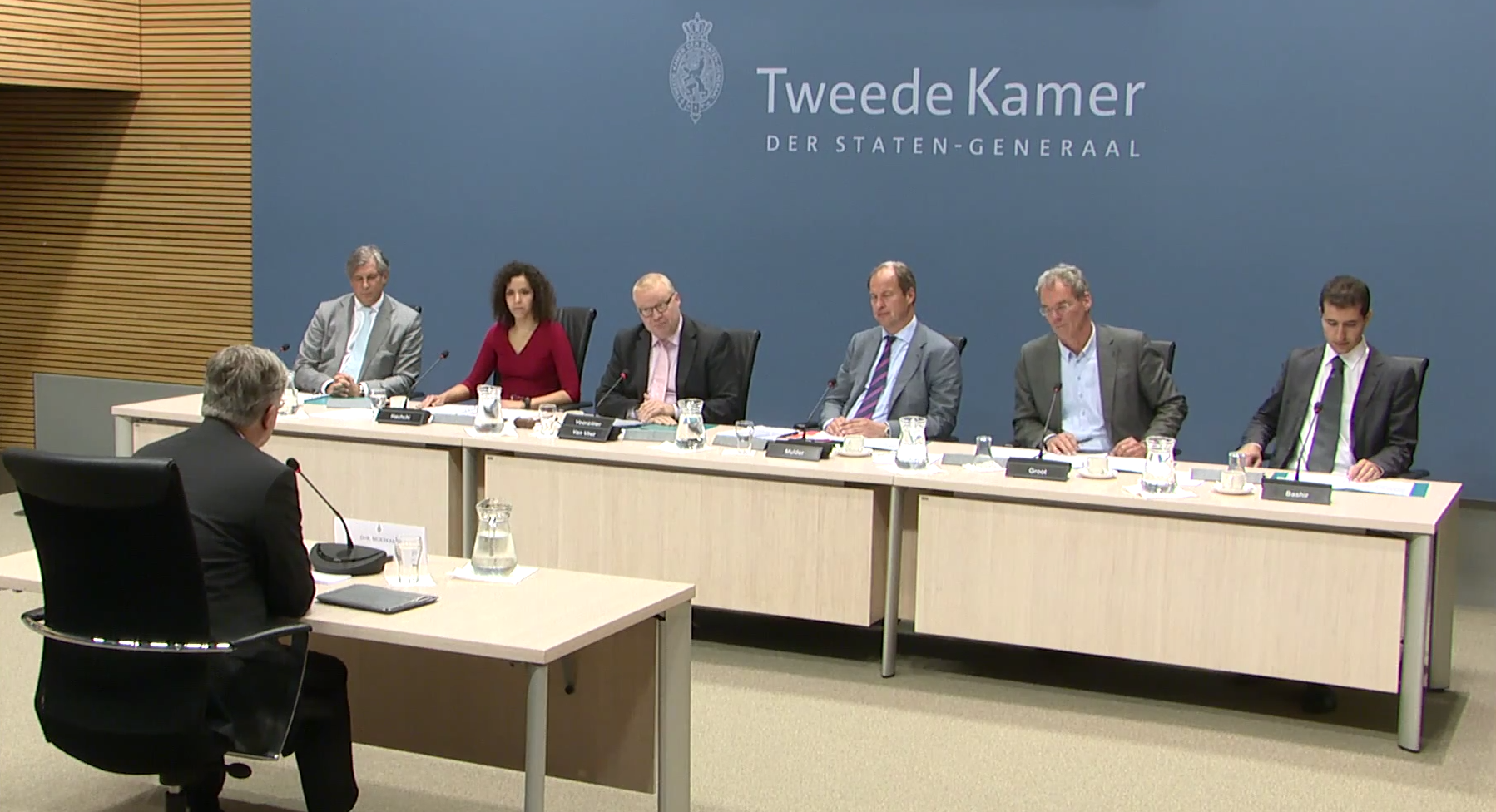
جلسة علنية للجنة التحقيق البرلمانية

التحقيق البرلمانية (بالهولندية parlementaire enquête) في هولندا هو التواصل مع الغرفة الأولى والثانية من البرلمان للحصول على معلومات حول موضوع معين.
حق الفحص والتحقيق (Onderzoek- en enquêterecht): يحق للغرفة الأولى والثانية إجراء تحقيق برلماني أو فحص (Onderzoek) بعيدا عن الحكومة ودون إذن منها بخصوص موضوع من المواضيع أو أمر من الأمور. وأكثر أساليب التحقيق قوة أو شدة هو التحقيق البرلماني من خلال لجنة تحقيق برلمانية، في هذه الحالة يحق للغرفة المعنية الاستماع إلى الشهود بعد حلفهم لليمين، ويسري ذلك أيضا على أعضاء الحكومة من الوزراء وسكرتيري الدولة.